# Анрі Ганс
Анрі Ганс (фр. Henri Gance, 17 березня 1888 — 29 листопада 1953) — французький важкоатлет.
Олімпійський чемпіон 1920 року в категорії до 75 кг.